# Sękowo (Działdowo)
Sękowo (deutsch Schönkau) ist ein Dorf in der polnischen Woiwodschaft Ermland-Masuren. Es gehört zur Gmina Działdowo (Landgemeinde Soldau) im Powiat Działdowski (Kreis Soldau).

## Geographische Lage
Sękowo liegt im Südwesten der Woiwodschaft Ermland-Masuren, 20 Kilometer südwestlich der einstigen Kreisstadt Neidenburg (polnisch Nidzica) bzw. zehn Kilometer nordwestlich der heutigen Kreismetropole Działdowo (deutsch Soldau i. Ostpr.).

## Geschichte
Das kleine Dorf Schönkau wurde nach 1321 gegründet. Im Jahre 1874 wurde es in den neu errichteten Amtsbezirk Usdau (polnisch Uzdowo) im ostpreußischen Kreis Neidenburg eingegliedert. Mit ihm wurde Schönkau, das im Jahre 1910 insgesamt 218 Einwohner zählte, am 10. Januar 1920 in Folge des Versailler Vertrags und im Soldauer Gebiet gelegen an Polen überstellt und erhielt die polnische Namensform „Sękowo“. Zwischen 1920 und 1940 war in Sękowo eine polnische Zollwache stationiert. Das Dorf zählte 1931 bereits 432 Einwohner.
Als am 1. August 1934 die Landgemeinde Filice gebildet wurde, wurde Sękowo nach dorthin eingegliedert. Nach Eintritt in das Deutsche Reich erhielt Filice am 26. Oktober 1939 die deutsche Namensform „Fylitz“, und die gesamte Landgemeinde wurde am 1. April 1940 in den Amtsbezirk Tauersee (polnisch Turza Wielka) im Kreis Neidenburg umgewandelt. Sękowo hieß nun wieder „Schönkau“. 1945 wurde in Kriegsfolge das gesamte südliche Ostpreußen an Polen abgetreten. Schönkau heißt seitdem wieder „Sękowo“ und ist heute – mit dem Sitz eines Schulzenamts eine – Ortschaft im Verbund der Gmina Działdowo (Landgemeinde Soldau) im Powiat Działdowski (Kreis Soldau), bis 1998 der Woiwodschaft Ciechanów, seither der Woiwodschaft Ermland-Masuren zugehörig. Im Jahre 2011 zählte Sękowo 86 Einwohner.

## Kirche
Bis vor 1945 war Schönkau / Sękowo in die evangelische Kirche Usdau (polnisch Uzdowo) in der Kirchenprovinz Ostpreußen der Kirche der Altpreußischen Union bzw. in die Diözese Działdowo der Unierten Evangelischen Kirche in Polen eingepfarrt und gehörte außerdem zur römisch-katholischen Pfarrei in Soldau bzw. Działdowo.
Heute sind die evangelischen Einwohner zur Erlöserkirche Działdowo in der Diözese Masuren der Evangelisch-Augsburgischen Kirche in Polen, die katholischen Einwohner nach Uzdowo (Usdau), einer Filialkirche der Pfarrei in Turza Wielka (Groß Tauersee) im Dekanat Działdowo, Region Brodnica (Strasburg) im Bistum Toruń (Thorn) orientiert.

## Verkehr
Sękowo liegt östlich der Woiwodschaftsstraße 542 und ist über eine Stichstraße, die zwischen Uzdowo und Filice abzweigt, zu erreichen. Die nächste Bahnstation ist Turza Wielka an der PKP-Bahnstrecke Danzig–Warschau.